# Проць Лілія Петрівна
Лілія Петрівна Проць (нар. 9 січня 1974, с. Смиківці Тернопільського району Тернопільської області, Україна) — українська паверліфтерка та тренерка, громадська діячка. Майстер спорту України міжнародного класу з пауерліфтингу (1995). Кандидат у майстри спорту із шашок і важкої атлетики. Чемпіонка світу з пауерліфтингу.

## Життєпис
Мати Лілії працювала в санепідемстанції, а вітчим — майстром на пошті. З другого класу захоплювалася шашками, займалася у шахово-шашковому клубі «Авангард». Вивчилася на радіомонтажницю і працювала на заводі. У 1994-му, на змаганнях із шашок, познайомилася з тренером із важкої атлетики і в той же рік стала майстром спорту з паверліфтингу. Наступного — майстром спорту України міжнародного класу.
Після закінчення Тернопільського державного педагогічного університету (2000) працювала у спортивній школі.
Працює в Тернопільській ДЮСШ СТ «Спартак», заступниця директора Тернопільського міського центру фізичного здоров'я населення.
2007 року створила клуб «Спорт-клас». Є його президенткою і тренеркою.

### Громадська діяльність
Організаторка ряду масових спортивних заходів у Тернополі:
- акція «А у нас у дворі» — ігри з дітьми, вікторини, «веселі старти», цікаві зустрічі;[1]
- «Руханка з чемпіоном» — ходьба, інші фізичні вправи[2]
- дитяча школа «Дивосвіт» (від 2013);
- «Здоровим бути модно»[3][4].

Займається з дітьми соціально незахищених категорій, залучаючи до занять спортом.

## Спортивні досягнення
- Срібна призерка чемпіонату України з пауерліфтингу серед юніорок — 1995;
- Переможниця Кубку України з пауерліфтингу — 1995;
- Чемпіонка України з пауерліфтингу серед жінок — 1996, 1997;
- Чемпіонка України з пауерліфтингу серед юніорок — 1997;
- Срібна призерка чемпіонату Європи з пауерліфтингу серед юніорок — 1996, 1997;
- Срібна призерка чемпіонату світу з пауерліфтингу серед юніорок — 1997;
- Чемпіонка України з жиму штанги лежачи серед жінок — 1995, 1996, 1998, 1999, 2000;
- Бронзова призерка чемпіонату Європи з жиму штанги лежачи серед жінок — 1996, 1998;
- Чемпіонка AWPC України з жиму штанги лежачи серед жінок — 2008, 2009, 2011, 2012;
- Срібна призерка чемпіонату GPC світу з жиму штанги лежачи серед жінок — 2010;
- Срібна призерка чемпіонату WPC світу з жиму штанги лежачи серед жінок — 2011;
- Чемпіонка GPF Євразії з жиму штанги лежачи серед жінок — 2011;
- Бронзова призерка чемпіонату AWPC Європи з жиму штанги лежачи серед жінок — 2012;
- Переможниця Кубку AWPC України з жиму штанги лежачи серед жінок — 2012;
- Чемпіонка AWPC світу з жиму штанги лежачи серед жінок — 2012;
- Чемпіонка UPC України з жиму штанги лежачи серед ветеранів — 2014.

Рекордсменка України — 33 рекорди. Особистий рекорд у жимі лежачи — 110 кілограмів, у присіданні — 170 кілограмів.
Володарка понад 60 медалей.
Досягнення як тренерки:
- 2009  — вихованці юніори були призерами на кубку Євразії в Курську;[5]
- 2010  — вихованець Давид Пкін став чемпіоном світу сереж юніорів, 2011 посів друге місце;[5]
- 2012 — Олег Олійник став чемпіоном Європи серед юнаків до 16 років[5].

## Інші досягнення
Посіла 15 місце у проєкті «100 кращих тернополян».
У конкурсі «Герої спортивного року — 2015» (Тернопільська область) отримала перемогу в номінації «За здоровий спосіб життя».